# باولو ماريانو
باولو ماريانو (23 يونيو 1979 في البرازيل – )؛ هو لاعب كرة قدم سابق كان يلعب كمهاجم.

## وصلات خارجية
- باولو ماريانو على موقع رابطة كرة القدم اليابانية للمحترفين (اليابانية)
- باولو ماريانو على موقع قاعدة بيانات كرة القدم.إي يو (الإنجليزية)
- باولو ماريانو على موقع عالم كرة القدم.نت (الإنجليزية)